# Бріта Олофсдоттер
Бріта Олофсдоттер (швед. Brita Olofsdotter; померла 1569 року) — фінська жінка, яка служила у шведській кавалерії. Ймовірно, перша підтверджена жінка-військовослужбовець, а також перша у Швеції підтверджена з міжкультурного феномену, коли жінки удавали чоловіків, щоб отримати доступ до професій, заборонених їм на основі статі.
Олофсдоттер народилася у Фінляндії і була вдовою Нілса Сімонссона (швед. Nils Simonsson). Вона одягнулася чоловіком і вступила в армію під час Лівонської війни, там служила у кавалерії і загинула в бою. 16 червня 1569 року король Швеції Юхан III наказав Габріелю Крістінссону (швед. Gabriel Christiensson) розслідувати цю справу, і віддав наказ, що решта платні Бріти Олосдоттер має бути виплачена її сім'ї.